# Плавання на літніх Олімпійських іграх 2016 — естафета 4x200 метрів вільним стилем (жінки)
Змагання з плавання в естафеті 4x200 метрів вільним стилем серед жінок на Олімпіаді 2016 року відбулися 10 серпня на Олімпійському водному стадіоні.

## Рекорди
Станом на 10 серпня 2016 світовий і олімпійський рекорди були такими:
| Світовий рекорд     | КНР (CHN) | 7:42.08 | Рим, Італія             | 30 липня 2009 |
| Олімпійський рекорд | США (USA) | 7:42.92 | Лондон, Велика Британія | 1 серпня 2012 |

## Результати
Загалом у цій дисципліні взяли участь 16 команд. 8 найкращих із двох запливів вийшли у фінал.
| Місце | Заплив | Доріжка | Країна                | Плавчині | Час     | Нотатки |
| ----- | ------ | ------- | --------------------- | --- | ------- | ------- |
| 1     | 2      | 4       | США (USA)             | Еллісон Шмітт (1:55.95) Міссі Франклін (1:57.03) Мелані Маргаліс (1:57.04) Сьєрра Рунге (1:57.75)                  | 7:47.77 | Q       |
| 2     | 1      | 3       | Австралія (AUS)       | Ліа Ніл (1:57.06) Бронті Берретт (1:56.85) Темзін Кук (1:57.35) Джессіка Ешвуд (1:57.98)                           | 7:49.24 | Q       |
| 3     | 2      | 5       | Китай (CHN)           | Ай Яньхань (1:57.20) Чжан Юйхань (1:56.38) Дун Цзє (1:57.45) Ван Шицзя (1:58.55)                                   | 7:49.58 | Q       |
| 4     | 1      | 2       | Росія (RUS)           | Вікторія Андреєва (1:57.82) Арина Опьонишева (1:57.67) Дарія Муллакаєва (1:57.85) Вероніка Попова (1:57.18)        | 7:50.52 | Q       |
| 5     | 2      | 8       | Угорщина (HUN)        | Евелін Веррасто (1:58.81) Айна Кешей (1:58.93) Богларка Капаш (1:57.77) Катінка Хоссу (1:55.66)                    | 7:51.17 | Q       |
| 6     | 1      | 7       | Канада (CAN)          | Кетрін Савард (1:57.96) Тейлор Рак (1:56.25) Емілі Оверголт (1:58.29) Кеннеді Госс (1:59.49)                       | 7:51.99 | Q       |
| 7     | 1      | 6       | Японія (JPN)          | Тіхіро Іґарасі (1:57.18) NR Рікако Ікее (1:57.71) Томомі Аокі (1:57.39) Сасі Мотіда (2:00.22)                      | 7:52.50 | Q       |
| 8     | 1      | 5       | Швеція (SWE)          | Луїс Ганссон (2:00.07) Мішель Колеман (1:56.93) Іда Марко-Варга (1:59.27) Сара Шестрем (1:57.16)                   | 7:53.43 | Q       |
| 9     | 2      | 3       | Велика Британія (GBR) | Шівон-Марі О'Коннор (1:57.47) Джорджія Коутс (1:58.59) Ганна Майлі (1:58.66) Камілла Геттерслі (1:59.45)           | 7:54.17 |         |
| 10    | 2      | 2       | Франція (FRA)         | Коралі Балмі (1:57.38) Клое Аш (2:01.52) Шарлотт Бонне (1:58.15) Марго Фабр (1:58.50)                              | 7:55.55 |         |
| 11    | 2      | 7       | Бразилія (BRA)        | Мануелла Ліріо (1:58.39) Джессіка Кавалейру (1:59.05) Габріелле Ронкатто (2:00.09) Ларісса Олівейра (1:58.15)      | 7:55.68 | SA      |
| 12    | 2      | 1       | Німеччина (GER)       | Анніка Брун (1:59.28) Леоні Кульманн (1:59.04) Пауліна Шмідель (2:01.24) Сара Келер (1:57.18)                      | 7:56.74 |         |
| 13    | 1      | 4       | Італія (ITA)          | Аліса Міццау (1:59.74) Мартіна Де Мемме (2:00.54) К'яра Мазіні-Луккетті (2:00.98) Федеріка Пеллегріні (1:56.48)    | 7:57.74 |         |
| 14    | 1      | 1       | Нідерланди (NED)      | Марріт Стінберген (2:00.80) Есмі Вермелен (1:59.07) Андреа Кнепперс (1:59.86) Робін Нойманн (1:59.01)              | 7:58.74 |         |
| 15    | 1      | 8       | Словенія (SLO)        | Яня Шегель (1:59.81) Аня Клінар (2:00.74) Тяша Пінтар (1:59.25) Т'яша Одер (1:48.69)                               | 8:02.22 |         |
| 16    | 2      | 6       | Іспанія (ESP)         | Мелані Коста (2:00.02) Патрісія Кастро (1:59.91) Фатіма Гальярдо Карапето (2:00.02) Афріка Саморано Санс (2:03.79) | 8:03.74 |         |

### Фінал
| Місце | Доріжка | Країна          | Плавчині                                                                                                  | Час     | Нотатки |
| ----- | ------- | --------------- | --- | ------- | ------- |
| 1     | 5       | США (USA)       | Еллісон Шмітт (1:56.21) Леа Сміт (1:56.69) Майя Дірадо (1:56.39) Кейті Ледекі (1:53.74)                   | 7:43.03 |         |
| 2     | 4       | Австралія (AUS) | Ліа Ніл (1:57.95) Емма Маккеон (1:54.64) Бронті Берретт (1:55.81) Темзін Кук (1:56.47)                    | 7:44.87 |         |
| 3     | 7       | Канада (CAN)    | Кетрін Савард (1:57.91) Тейлор Рак (1:56.18) Бріттані Маклін (1:56.36) Пенні Олексяк (1:54.94)            | 7:45.39 | NR      |
| 4     | 2       | Китай (CHN)     | Шень До (1:56.30) Ай Яньхань (1:57.79) Дун Цзє (1:57.15) Чжан Юйхань (1:56.72)                            | 7:47.96 |         |
| 5     | 3       | Швеція (SWE)    | Мішель Колеман (1:56.20) Іда Марко-Варга (1:59.46) Сара Шестрем (1:54.88) Луїс Ганссон (1:59.72)          | 7:50.26 |         |
| 6     | 8       | Угорщина (HUN)  | Жужанна Якабош (1:58.90) Айна Кешей (1:58.74) Богларка Капаш (1:57.65) Катінка Хоссу (1:55.74)            | 7:51.03 |         |
| 7     | 6       | Росія (RUS)     | Вероніка Попова (1:57.52) Вікторія Андреєва (1:58.10) Дарія Устінова (1:59.54) Арина Опьонишева (1:58.10) | 7:53.26 |         |
| 8     | 1       | Японія (JPN)    | Тіхіро Іґарасі (1:57.85) Сасі Мотіда (2:02.00) Томомі Аокі (1:58.66) Рікако Ікее (1:58.25)                | 7:56.76 |         |